# Zoltán Gera
Zoltán Gera (* 22. dubna 1979, Pécs, Maďarsko) je maďarský fotbalový trenér a bývalý fotbalový záložník. Mimo Maďarsko působil na klubové úrovni v Anglii.

## Klubová kariéra
Gera začal kariéru v maďarském Pécsi Macsek, kde odehrál tři roky. 1. července 2000 se stal hráčem Ferencvárose, kde se mu velmi dařilo ve 115 zápasech vstřelil 32 gólů. Díky přesvědčivým výkonům se dostal i do maďarské reprezentace. Dne 30. července 2004 Gera přestoupil do prvoligového West Bromwich Albion FC za 1,5 milionu liber. Během jeho působení ve West Brom se stal třikrát maďarským hráčem roku. 9. června 2008 Gera nepodepsal novou smlouvu a jako volný hráč přestoupil do Fulhamu, kde podepsal tříletý kontrakt. Ve Fulhamu ho trenér Roy Hodgson stavěl i do útoku, což se mu vyplatilo. V sezoně 2009/10 dokázal v evropské lize doma vstřelit dva góly Juventusu Turín a výrazně přispěl k postupu. Další důležitý gól zaznamenal i v semifinále proti Hamburger SV, kdy skóre vylepšil na 2-1 a Fulham postoupil do finále, kde však prohrál. I tak přispěl maďarskému fotbalu, protože po 25 letech se dostal maďarský fotbalista do finále nějakého evropského poháru. Gera tento ročník vstřelil v Evropské lize 6 gólů a společně s Bobby Zamorou se stal nejlepším střelcem týmu v soutěži. Na konci sezony se stal také hráčem sezony ve Fulhamu. V přátelských zápasech na další sezonu také zářil, trefil se dvakrát proti Halmstadu a proti Werderu Brémy vstřelil dokonce hattrick a přispěl k vysoké výhře 5-1.

## Reprezentační kariéra
Gera se stal v maďarské reprezentaci kapitánem. Svůj debut si odbyl 13. února 2002 na turnaji Cyprus International Tournament proti Švýcarsku (porážka 1:2).
S maďarským národním týmem slavil v listopadu 2015 postup z baráže na EURO 2016 ve Francii. Německý trenér maďarského národního týmu Bernd Storck jej zařadil do závěrečné 23členné nominace na EURO 2016 ve Francii. Maďaři se ziskem 5 bodů vyhráli základní skupinu F. V osmifinále proti Belgii se po porážce 0:4 rozloučili s turnajem. Gera vstřelil na šampionátu jeden gól (v základní skupině proti Portugalsku).

## Osobní život
Gera se oženil 19. června 2004 a od 15. května 2008 je otcem dcery Hanny-Shahil. Po jejím narození dostal volno od kouče národního týmu Pétera Warhídiho a chyběl v přátelském utkání proti Slovinsku.
V roce 2005 Gera vystupoval v televizivní reklamě na Pepsi pro světový šampionát v roce 2006 po boku Thierry Henryho, Davida Beckhama, Roberta Carlose, Ronaldinha a Raúla.
Gera je členem církve víry a byl vystupoval v billboardové reklamy propagují organizaci. On často bránil církev ze svých kritiků a podporoval ji několikrát v médiích.

## Úspěchy

### Klubové
Ferencvárosi TC
- Nemzeti bajnokság I:
  - Vítěz (3): 2000/01, 2003/04, 201516
- Maďarský fotbalový pohár:
  - Vítěz (2): 2002/03, 2003/04, 2014/15, 2015/16
- Maďarský Superpohár:
  - Vítěz (1): 2004

 West Bromwich Albion FC
- Football League Championship:
  - Vítěz (1): 2007/08

 Fulham FC
- Evropská liga UEFA:
  - Finalista (1): 2009/10

### Individuální
- Hráč roku z Maďarska: 2002
- Maďarský hráč roku: 2004, 2005
- Fanoušci zvolili Geru na cenu Tibora Simona: 2003
- Nejlepší střelec a hráč první maďarské ligy za Ferencváros: 2003
- Byl jmenován v nejlepší jedenáctce století Ferencvarose: 2004
- Kapitán maďarské reprezentace: 2004–2009
- Jmenován v all-stars týmu Premier League za sezónu 2004–05 (soccernet.com)
- Třetí nejlepší hráč sezóny: 2004–05
- Nejlepší hráč West Bromwiche v roce 2005
- Nejlepší hráč Championship : 2007–08 (The Guardian)
- Jmenován v all-stars týmu Championship za sezónu 2007-08 (The Guardian)
- Nejlepší hráč Fulhamu: 2009-10